# فيك كين
فيك كين (بالإنجليزية: Vic Keen)‏ هو لاعب كرة قاعدة أمريكي، ولد في 16 مارس 1899 في بيل أير في الولايات المتحدة، وتوفي في 10 ديسمبر 1976 في سالزبوري في الولايات المتحدة.

## وصلات خارجية
- فيك كين على موقعبيزبول رفرنس.كوم (الدوري الرئيسي) (الإنجليزية)
- فيك كين على موقعبيزبول رفرنس.كوم (الدوري الثانوي) (الإنجليزية)
- فيك كين على موقع جمعية أبحاث البيسبول الأمريكية (الإنجليزية)